# Nationalstraße 309 (China)
Die Nationalstraße 309 (chinesisch 309国道, Pinyin 309 Guódào, englisch China National Highway 309), chin. Abk. G309, ist eine 2.208 km lange, in Ost-West-Richtung verlaufende Fernstraße im Osten Chinas in den Provinzen Shandong, Hebei, Shanxi, Shaanxi und Gansu sowie im Autonomen Gebiet Ningxia. Sie beginnt in Rongcheng an der Ostküste und führt über Laixi, Weifang und Zibo in die Metropole und Provinzhauptstadt Jinan. Von dort führt sie weiter über Liaocheng, Handan, Lucheng, Tunliu, Linfen, Yichuan, Qingyang, Guyuan und Xiji in die Provinzhauptstadt Lanzhou. Die G309 verläuft im zentralen und westlichen Teil parallel zur Autobahn G22.